# Список чеченских общностей

Герб Чеченской Республики. Девятиконечная звезда символизирует девять чеченских тукхумов как единый народ

Список чеченских общностей (чечен. Нохчийн йукъарлонаш) — список территориальных и военно-политических союзов — тукхумов (в русских источниках «общества»), а также некоторых входивших в их состав или самостоятельных родоплеменных объединений, составлявших/составляющих чеченский народ, — тайпов, гаров и некъий (информацию о более мелких группах — ца и доьзал — см. в статьях об отдельных тайпах). Подобные объединения прослеживаются со времён зарождения чеченского этноса и до настоящего времени сохраняют своё значение. Войны с царской Россией, интеграция в социалистическое общество СССР, депортация, попытки самоопределения, возрождение ислама в постсоветское время, религиозно-политическое движение, направленное на создание Кавказского эмирата, — вся эта череда событий и конфронтаций внесла значительные изменения в общественно-социальное устройство чеченского общества, также затронув структуру различных тукхумов и тайпов.
С периода средневековья и до наших дней продолжаются изменения в тайповой организации. В середине XIX века чеченское общество состояло примерно из ста тридцати пяти тайпов, три четверти которых были объединены в девять союзов-тукхумов:18-19; в наши дни насчитывают до 100—110 так называемых «горных» и 60—70 «равнинных тайпов», в своё время вышедших из горных районов Чечни на плоскость, а само увелечение числа тайпов связано с тем, что небольшие ответвления (рода) некоторых тайпов перерастают или обособляются в отдельные тайпы.. Численность чеченцев в России, согласно переписи 2020 года, — 1 674 854 (2021); помимо этого, некоторая часть чеченского народа проживает за пределами РФ. С периода образования тайпов не прекращалось расселение чеченцев за пределы «родных» районов Чечни и в других регионах, в результате чего сегодня в некоторых чеченских населённых пунктах можно встретить представителей десятков различных тайпов.
Терминология и оформление: Тукхумы, тайпы, гары и некъий представляют из себя самобытные формы чеченских «вольных обществ» или их объединений. «Вольное общество» — многосложный термин, в который разные исследователи Кавказа могут вкладывать разное содержание — так, в дореволюционной литературе термин «общество» употреблялся как синоним общины, также под «обществом» подразумевалась группа сёл. Даже среди самих чеченцев, проживающих в разных районах Чечни, данный термин может восприниматься немного по-разному, поэтому, например, чёткое отделение тайпа от гара (ветви тайпа) может быть несколько условным. Идентификация некоторых средневековых поселений вайнахов и сопоставление их с современными населёнными пунктами также может быть спорной. Ниже приведённые списки тайпов (гаров, некъий) снабжены следующими примечаниями: А — средневековые и современные тайпы, по А. Адисултанову. М — основные тайпы, по М. Мамакаеву. С — исконные тайпы (гары или некъий), а также тайпы, представители которых переселились на территории других тукхумов, по А. С. Сулейманову:397.

## Чеченские общества и территории (источники XVI—XVII вв.)
| Источники XVI—XVII вв. | Источники XVI—XVII вв. | Сопоставления с современными сведениями                       | Сопоставления с современными сведениями                       | Сопоставления с современными сведениями                       | Сопоставления с современными сведениями                       | Сопоставления с современными сведениями                       | Сопоставления с современными сведениями                           |
| «Горские люди»         | «Горские землицы»      | Общество                                                      | Его территория                                                | Классификация                                                 | Этногенез                                                     | Этногенез                                                     | Локализация                                                       |
| —                      | Индельская земля       | не идентифицированный топоним                                 | не идентифицированный топоним                                 | не идентифицированный топоним                                 | не идентифицированный топоним                                 | не идентифицированный топоним                                 | не идентифицированный топоним                                     |
| кисти                  | —                      | общее название для чеченцев и ингушей в грузинских источниках | общее название для чеченцев и ингушей в грузинских источниках | общее название для чеченцев и ингушей в грузинских источниках | общее название для чеченцев и ингушей в грузинских источниках | общее название для чеченцев и ингушей в грузинских источниках | общее название для чеченцев и ингушей в грузинских источниках     |
| Мерези                 | Мерезинская земля      | Мержой                                                        | Мержа                                                         | общество тайп                                                 | → орстхойцы                                                   | → чеченцы                                                     | часть Ачхой-Мартановского района ЧР и часть Сунженского района РИ |
| —                      | Метцкие гребни         | Малхий                                                        | Малхиста                                                      | общество тукхум                                               | → чеченцы                                                     | → чеченцы                                                     | часть Итум-Калинского района ЧР                                   |
| Мичкизы                | Мичкисская земля       | Мичикой                                                       | Мичик                                                         | общество                                                      | → чеченцы                                                     | → чеченцы                                                     | часть Гудермесского и Курчалоевского районов ЧР                   |
| Мулки                  | Мулкинская земля       | Мулкой                                                        | Мулка                                                         | общество тайп                                                 | → чеченцы                                                     | → чеченцы                                                     | часть Итум-Калинского района ЧР                                   |
| Ококи                  | Окоцкая земля          | Аккий-овхой                                                   | Аух                                                           | общество тукхум                                               | → чеченцы — аккинцы- ауховцы                                  | → чеченцы                                                     | часть Казбековского и Новолакского районов РД                     |
| Чатусовы               | Отчанская земля        | Чантий                                                        | Чанта                                                         | общество тайп                                                 | → чеченцы                                                     | → чеченцы                                                     | часть Итум-Калинского района ЧР                                   |
| Тшанские люди          | —                      | Шатой                                                         | Шато                                                          | общество тукхум                                               | → чеченцы                                                     | → чеченцы                                                     | Шатойский район ЧР                                                |
| Шубуты                 | Шубутская земля        | иногда сопоставляются с шатойцами                             | иногда сопоставляются с шатойцами                             | иногда сопоставляются с шатойцами                             | иногда сопоставляются с шатойцами                             | иногда сопоставляются с шатойцами                             | иногда сопоставляются с шатойцами                                 |
| —                      | Тарлов кабак           | Терлой                                                        | Терла                                                         | общество тайп                                                 | → чеченцы                                                     | → чеченцы                                                     | часть Итум-Калинского и Галанчожского районов ЧР                  |
| —                      | Зумсовцова землица     | Зумсой                                                        | Зумса                                                         | общество тайп                                                 | → чеченцы                                                     | → чеченцы                                                     | часть Итум-Калинского района ЧР                                   |

## Основные чеченские общества и территории (источники XIX в.)
| Географическое районирование              | Географическое районирование | В источниках XIX в.                                                   | В источниках XIX в.    | В источниках XIX в.                       | Современные сведения | Современные сведения    | Современные сведения    | Современные сведения                                                                          |
| Географическое районирование              | Географическое районирование | Общество                                                              | Его территория         | В имамате                                 | Классификация        | Этногенез               | Этногенез               | Локализация                                                                                   |
| Западная Чечня                            |                              | Аккий                                                                 | Лам-Акка               | Аккинское наибство                        | общество народность  | → аккинцы               | чеченцы                 | Галанчожский район ЧР                                                                         |
| Западная Чечня                            |                              | Нашхой                                                                | Нашха                  | Нашаховское наибство                      | общество тайп        | → чеченцы               | → чеченцы               | Галанчожский район ЧР                                                                         |
| Западная Чечня                            |                              | Орстхой                                                               | Орстхой-мохк           | Галашкинское наибство Арштинское наибство | общество народность  | → орстхойцы             | чеченцы → ингуши        | Галанчожский район ЧР                                                                         |
| Восточная Грузия                          | окраина Кахетии              | Цов-тушой                                                             | Цовата                 |                                           | общество народность  | → бацбийцы              | → бацбийцы → чеченцы    | часть Ахметского муниципалитета Грузии                                                        |
| пограничное высокогорье (Грузия — Россия) | Аллаго                       | Малхий                                                                | Малхиста               |                                           | общество тукхум      | чеченцы                 | чеченцы                 | Итум-Калинский район ЧР                                                                       |
| пограничное высокогорье (Грузия — Россия) | Аллаго                       | Майстой                                                               | Майста                 |                                           | общество тайп        | → чеченцы               | → чеченцы               | Итум-Калинский район ЧР                                                                       |
| Горная Чечня                              |                              | Чантий                                                                | Чанта                  | Чантийское наибство                       | общество тайп        | → чеченцы               | → чеченцы               | Итум-Калинский район ЧР                                                                       |
| Горная Чечня                              | Зумсой                       | Зумса                                                                 |                        | общество тайп                             | → чеченцы            | → чеченцы               |                         | Итум-Калинский район ЧР                                                                       |
| Горная Чечня                              | Чинхой                       | Чиннах                                                                |                        | общество тайп                             | → чеченцы            | → чеченцы               |                         | Итум-Калинский район ЧР                                                                       |
| Горная Чечня                              | Мулкой                       | Мулка                                                                 |                        | общество тайп                             | → чеченцы            | → чеченцы               |                         | Итум-Калинский район ЧР                                                                       |
| Горная Чечня                              | Шатой                        | Шато                                                                  | Шатойское наибство     | общество тукхум                           | → чеченцы            | → чеченцы               | Шатойский район ЧР      |                                                                                               |
| Горная Чечня                              | Шарой                        | Шаро                                                                  | Шароевское наибство    | общество тукхум                           | → чеченцы            | → чеченцы               | Шаройский район ЧР      |                                                                                               |
| Горная Чечня                              | Чеберлой                     | Чебирла                                                               | Чеберлоевское наибство | общество тукхум                           | → чеченцы            | → чеченцы               | Чеберлойский район ЧР   |                                                                                               |
| Горная Чечня                              | Восточная Чечня              | Нохчмахкахой                                                          | Нохчмохк               | Ичкеринское наибство                      | общество тукхум      | → чеченцы гуены→ кумыки | → чеченцы гуены→ кумыки | часть Ножай- Юртовского и Веденского районов ЧР                                               |
| Равнинная Чечня                           | Восточная Чечня              | Мичикой                                                               | Мичик                  | Мичикское наибство                        | общество             | → чеченцы               | → чеченцы               | часть Курчалоевского и Гудермесского районов ЧР                                               |
| Равнинная Чечня                           | Восточная Чечня              | Качкалкой                                                             | Качкалык               | Качкалыковское наибство                   | общество             | → чеченцы → кумыки      | → чеченцы → кумыки      | часть Курчалоевского и Гудермесского районов ЧР                                               |
| Равнинная Чечня                           | Чеченская равнина            | переселенцы из различных чеченских обществ, в основном нохчмахкахойцы | Малая Чечня            | Гехинское наибство                        | общество             | → чеченцы               | → чеченцы               | большая часть Грозненского и Гудермесского районов ЧР                                         |
| Равнинная Чечня                           | Чеченская равнина            | переселенцы из различных чеченских обществ, в основном нохчмахкахойцы | Большая Чечня          | Шалинское наибство                        | общество             | → чеченцы               | → чеченцы               | большая часть Грозненского и Гудермесского районов ЧР                                         |
| Равнинная Чечня                           | Притеречье                   | переселенцы из различных чеченских обществ, в основном нохчмахкахойцы | Большая Чечня          |                                           | —                    | → чеченцы               | → чеченцы               | сев. часть Грозненского и Гудермесского районов, юж. часть Наурского и Шелковского районов ЧР |
| Равнинная Чечня                           | Притеречье                   | переселенцы из различных чеченских обществ, в основном нохчмахкахойцы | —                      |                                           |                      | → чеченцы               | → чеченцы               | сев. часть Грозненского и Гудермесского районов, юж. часть Наурского и Шелковского районов ЧР |
| запад Центрального Дагестана              | граница Кумыкской равнины    | Аккий-овхой                                                           | Аух                    | Ауховское наибство                        | общество тукхум      | → чеченцы               | → чеченцы               | часть Казбековского и Новолакского районов РД                                                 |

## Аккий-овхой
Представители общности Аккий (чечен. Аьккхий) обычно именуются аккинцами (чечен. аьккхий, аренан-аьккхий — «равнинные аккинцы»), у кумыков и русских также употребляется наименование ауховцы. Современные исследователи (А. А. Адисултанов, Ю. А. Айдаев) предполагают, что в XVI—XVII веках аккинцы сформировались как этногруппа в Терско-Сулакском междуречье, их средневековые области расселения соответствуют современным Новолакскому, Хасавюртовскому, Бабаюртовскому и Казбековскому районам Северного Дагестана, там же проживает большая часть современных аккинцев. Представители тукхума в основном используют аккинский диалект чеченского языка, численность в России, согласно переписи 2002 г, — 218 человек (из них в Дагестане 116 человек). В 1963 году аккинцами назвали себя около 28 тыс. человек; по всей видимости, уменьшение численности этой этногруппы к 2002 году связано с тем, что многие аккинцы не выделяют своей этнической самостоятельности и просто называют себя чеченцами.
| Историческое деление В XVI—XVII вв. формируется вайнахское этнотерриториальное сообщество Аккий в составе двух раздельно селившихся обществ, каждое из которых состояло из нескольких тайпов. | Аккий Терско-Сулакское междуречье                                         | Аккий Терско-Сулакское междуречье                                         | Аккий Терско-Сулакское междуречье                                         | Аккий Терско-Сулакское междуречье                       | Аккий Терско-Сулакское междуречье                       |
| Историческое деление В XVI—XVII вв. формируется вайнахское этнотерриториальное сообщество Аккий в составе двух раздельно селившихся обществ, каждое из которых состояло из нескольких тайпов. | Пхьарчхой область Пхьарчхошка-Аьккха селения тайпов, проживавших смешанно | Пхьарчхой область Пхьарчхошка-Аьккха селения тайпов, проживавших смешанно | Пхьарчхой область Пхьарчхошка-Аьккха селения тайпов, проживавших смешанно | Гӏачалкъой область Гӏачалкъа-Аьккха                     | Гӏачалкъой область Гӏачалкъа-Аьккха                     |
| Историческое деление В XVI—XVII вв. формируется вайнахское этнотерриториальное сообщество Аккий в составе двух раздельно селившихся обществ, каждое из которых состояло из нескольких тайпов. | Шарой область Шарой-Мохк селения: Бухне, Ээраш                            | Шебарлой область Шебарлой-Мохк селение: Шебарлой-Эвла                     | Чонтой область Чонтой-Мохк селение: Чонтой-Эвла                           |                                                         |                                                         |
| С сер. XVIII — нач. XIX вв. в ходе Кавказских войн часть общества Пхьарчхой и всё общество Гӏачалкъой уничтожены.                                                                             | Тайп уничтожен, остатки слились с другими аккинцами и кумыками.           |                                                                           |                                                                           | Часть уничтожена, часть переселилась в земли Пхьарчхой. | Часть уничтожена, часть переселилась в земли Пхьарчхой. |
| XX век | †                                                                         | Имеют своих представителей в тайпе Пхарчхой.                              | Тайповая организация чонтойцев сохранилась.                               | †                                                       | †                                                       |

| Название        | Название   | Родовые центры   |
| АккойС          | Iаккой     | 1. Юрт-Аух       |
| БарчхойМ, С     | Барчхой    | 3. Барчхойотар   |
| БонойС          | Боной'     | 4. Банайюрт      |
| ВяппийМ, С      | Ваьппий    | 5. Юрт-Аух       |
| ЖевойМ, С       | Жевой      | 7. Акташ-Аух     |
| ЗандакойМ, С    | За́ндхой    |                  |
| ЗогойМ, С       | Зӏогой     |                  |
| КевойС          | Кевой      |                  |
| КушкашС         | Кушкаш     |                  |
| КавстойС        | Къовстой   |                  |
| МеркхойС        | Меркхой    |                  |
| НоккхойМ, С     | Ноккхой    | Юрт-Аух          |
| ПхарчхойА, М, С | Пхьарчахой | 16. Акташ-Аух    |
| ЧонтойА, С      | Чонтой     | 20. Чонтой-ЭвлаА |
| ЧхаройС         | Чхарой     |                  |
| ШинройС         | Шинрой     |                  |
| ОвршойС         | Овршой     |                  |
| ЧунгройС        | Чунгрой    |                  |

## Малхий
Малхий (чечен. Маьлхий) — один из многочисленных чеченских тайпов. Сформировались в исторической области Малхиста («Маьлха» — солнечный; «йист» — сторона, страна, край; — страна солнца), вероятно к XVI—XVII веку (возможна связь с этнонимом мелки в грузинском источнике XIII века). Ещё одно название как общества — Митхо — бацбийский или хевсурский экзоэтноним попавший в грузинские документы, а оттуда, в свою очередь, в русскоязычные документы XIX — начала XX веков. Являются носителями мелхинского диалекта аккиннско-орстхойского наречия чеченского языка. В раннем средневековье поклонялись солнцу,с XVIII века — приняли ислам суннитского толка.
Территория проживания впервые упоминается в русском документе 1591 года как экзотопоним Метцкие гребни (локализация на пути посольств Русского царства, проходящих с низовий Терека через Аргунское ущелье в Кахетию). Малхиста соответствует собственно Малхистинскому ущелью в верховьях реки Чанты-Аргун и фактически расположена в бассейнах её левых притоков — Меши-хи и Баста-хи (совр. Итум-Калинский район ЧР). Ущелье протянулось с запада на восток на 18—20 км, по другим данным до 30 км. Согласно преданиям, в прошлом здесь ежегодно собиралось общечеченское войско.
Издревле Малхиста была густонаселённой — здесь насчитывалось до 14 селений, в 1930-х годах XIX века область насчитывала 16 селений (161 двор), по другим данным 11 селений (177 дворов), что составляло около 1500 жителей. С XIX века территория Малхисты находилась в составе Тифлисской губернии (Российская империя), после 1918 года в составе Грузинской ДР, в 1920-х годах передана Чеченской АО (РСФСР). В XX веке область насчитывала 14 селений (122 двора) по другим данным более 20 селений. В 1944 году малхистинцы, разделив трагическую участь с другими вайнахами, были принудительно выселены в Среднюю Азию. В конце 1960-х годов власти разрешили им вернуться в ЧИ АССР, но не в Малхисту, поэтому область с тех пор необитаема.
Общество малхистинцев называют чеченским тайпом или чеченским тукхумом Малхий (чечен. Маьлхий)
Форма самоорганизации этногруппы. Помимо терминов тукхум и тайп, по отношению к малхистинцам употреблялся/употребляется термин народ, тайповый союз, общество, этническое общество и фамилия (иногда фамилиями назывались подразделения тайпа, которые в свою очередь, делились на гары и некъе), либо сами подразделения тайпа Малхий назывались гары и некъе. По определению Я. З. Ахмадова, жители Малхисты — это обычное горное кавказское общество, представлявшее собой равноправный союз или федерацию всех аулов и фамилий ущелья с союзным собранием, военным ополчением и советом старших.
Соседние с Малхистой территории и общества:
| — хребет Вега-лам (отрог Бокового хребта) — Горная Ингушетия (совр. Назрановский р-н РИ) — общества Цори/Цорой и Гулой | — хребет Бясты-лам (отрог Вега-лам) и хребет Кори-лам — Горная Чечня (совр. Итум-Калинский р-н ЧР) — общества Кей (Кей-мохк (см. о Кей-Мохк и обществе Кей также и здесь)) и Терлой (Терлой-мохк) | |
| — хребет Вега-лам (отрог Бокового хребта) — Горная Ингушетия (совр. Назрановский р-н РИ) — общества Цори/Цорой и Гулой | Роза ветров | — отроги гор Тюлой-лам и Тебулос-мта — Горная Чечня (совр. Итум-Калинский р-н ЧР) — общество Майстой (Майста) |
| — хребет Вега-лам (отрог Бокового хребта) — Горная Ингушетия (совр. Назрановский р-н РИ) — общества Цори/Цорой и Гулой | — Грузия (совр. Душетский муницип.) — хевсурское общество Шатили (Хевсурия) | |

### Состав общества малхистинцев
| Авторы и работы описывающие Малхисту и затрагивающие тему состава общества малхистинцев: |      | |
| 1 — Ошаев Х. Д.                                                                          | 1930 | «Малхиста» |
| 2 — Мамакаев М. А.                                                                       | 1934 | «Правовой институт тайпизма и процесс его разложения»                                                          |
| 2 — он же                                                                                | 1962 | «Чеченский тайп (род) и процесс его разложения» (пересмотренное и дополненное переиздание работы 1936 года)    |
| 2 — он же                                                                                | 1973 | «Чеченский тайп (род) в период его разложения» (пересмотренное и дополненное переиздание работы 1962 года)     |
| 3 — Сулейманов А. С.                                                                     | 1976 | «Топонимия Чечено-Ингушетии», Ч. I                                                                             |
| 4 — Дауев С.                                                                             | 1999 | «Коварные таинства истории»                                                                                    |
| 5 — Сигаури И. М.                                                                        | 2005 | «Очерки истории и государственного устройства чеченцев с древнейших времён», Т. 5                              |
| 6 — Головлёв А. А.                                                                       | 2007 | «Очерки о Чечне (природа, население, новейшая история)»                                                        |
| 7 — Ахмадов Я. З.                                                                        | 2009 | «Очерк исторической географии и этнополитического развития Чечни в XVI—XVIII веках»                            |
| 8 — Вачагаев М. М.                                                                       | 2013 | информация на сайте «rodstvo.ru», его данные по обществу Малхий приведены в 2-х работах С. А. Натаева          |
| 9 — Натаев С. А.                                                                         | 2013 | «Чеченские тайпы. Проблемы изучения природы, структуры и исторической динамики социальных институтов чеченцев» |
| 9 — он же                                                                                | 2013 | «Об общественном институте „тукхам“ у чеченцев»                                                                |

| Общества и родовые ветви (тайпы, гары, некъе) | Общества и родовые ветви (тайпы, гары, некъе) | Происхождение (родовой НП) XVI, XVII и XVIII века | Происхождение (родовой НП) XVI, XVII и XVIII века | Этногенез и фамилии (ца) XIX, XX и XXI веков |
| Амхой                                         | 2689                                          | † Ами                                             | 37                                                | → чеченцы (напр., Албаковы, Базгиевы, Махаури, Хациевы, Ярихановы и др.) → ингуши (напр., Албаковы, Байсаровы, Гадамаури, Дарчиевы, Магиевы и др.) |
| Бастий                                        | 256789                                        | † Басты                                           | 37                                                | → чеченцы (напр., Албаковы, Базгиевы, Махаури, Хациевы, Ярихановы и др.) → ингуши (напр., Албаковы, Байсаровы, Гадамаури, Дарчиевы, Магиевы и др.) |
| Бенастхой                                     | 256789                                        | † Бенесты                                         | 137                                               | → чеченцы (напр., Албаковы, Базгиевы, Махаури, Хациевы, Ярихановы и др.) → ингуши (напр., Албаковы, Байсаровы, Гадамаури, Дарчиевы, Магиевы и др.) |
| Жархой                                        | 5789                                          | † Джари                                           | 379                                               | → чеченцы (напр., Албаковы, Базгиевы, Махаури, Хациевы, Ярихановы и др.) → ингуши (напр., Албаковы, Байсаровы, Гадамаури, Дарчиевы, Магиевы и др.) |
| Икалчхой                                      | 2689                                          | † Икильчи                                         | 367                                               | → чеченцы (напр., Албаковы, Базгиевы, Махаури, Хациевы, Ярихановы и др.) → ингуши (напр., Албаковы, Байсаровы, Гадамаури, Дарчиевы, Магиевы и др.) |
| Камалхой                                      | 256789                                        | † Камалхи                                         | 137                                               | → чеченцы (напр., Албаковы, Базгиевы, Махаури, Хациевы, Ярихановы и др.) → ингуши (напр., Албаковы, Байсаровы, Гадамаури, Дарчиевы, Магиевы и др.) |
| Кеганхой                                      | 256789                                        | † Кагинахо                                        | 3                                                 | → чеченцы (напр., Албаковы, Базгиевы, Махаури, Хациевы, Ярихановы и др.) → ингуши (напр., Албаковы, Байсаровы, Гадамаури, Дарчиевы, Магиевы и др.) |
| Кхоратхой                                     | 256789                                        | † Коротах                                         | 137                                               | → чеченцы (напр., Албаковы, Базгиевы, Махаури, Хациевы, Ярихановы и др.) → ингуши (напр., Албаковы, Байсаровы, Гадамаури, Дарчиевы, Магиевы и др.) |
| Меший                                         | 256789                                        | † Меши                                            | 37                                                | → чеченцы (напр., Албаковы, Базгиевы, Махаури, Хациевы, Ярихановы и др.) → ингуши (напр., Албаковы, Байсаровы, Гадамаури, Дарчиевы, Магиевы и др.) |
| Саханхой                                      | 245789                                        | † Саханы                                          | 37                                                | → чеченцы (напр., Албаковы, Базгиевы, Махаури, Хациевы, Ярихановы и др.) → ингуши (напр., Албаковы, Байсаровы, Гадамаури, Дарчиевы, Магиевы и др.) |
| Тертхой                                       | 256789                                        | † Терти                                           | 37                                                | → чеченцы (напр., Албаковы, Базгиевы, Махаури, Хациевы, Ярихановы и др.) → ингуши (напр., Албаковы, Байсаровы, Гадамаури, Дарчиевы, Магиевы и др.) |
| Чархой                                        | 289                                           |                                                   |                                                   | → чеченцы (напр., Албаковы, Базгиевы, Махаури, Хациевы, Ярихановы и др.) → ингуши (напр., Албаковы, Байсаровы, Гадамаури, Дарчиевы, Магиевы и др.) |
| Эрхой                                         | 289                                           |                                                   |                                                   | → чеченцы (напр., Албаковы, Базгиевы, Махаури, Хациевы, Ярихановы и др.) → ингуши (напр., Албаковы, Байсаровы, Гадамаури, Дарчиевы, Магиевы и др.) |
| Юганхой                                       | 89                                            |                                                   |                                                   | → чеченцы (напр., Албаковы, Базгиевы, Махаури, Хациевы, Ярихановы и др.) → ингуши (напр., Албаковы, Байсаровы, Гадамаури, Дарчиевы, Магиевы и др.) |

Комментарии, неточности и ошибки:
1. М. А. Мамакаев допустил ошибку/опечатку в названии тайпа Икалчхой (у автора Италчхой), в связи с этим другие исследователи часто просто копировали ошибочное название, указывая несуществующее общество (иногда параллельно с Икалчхой). Эта ошибка послужила причиной курьёзного случая — была предпринята попытка возвести предков несуществующих италчхоевцев к итальянцам[66].
2. С. Дауев считал общество Малхий не отдельно чеченским, а общенахским, однако, среди своего списка чеченских тайпов упомянул Саханхой (у автора Саканхой)[67][49].
3. М. М. Вачагаев отнёс к обществу Малхий тайп Барчхой, вероятно ошибочно, так как этот тайп общества аккинцев-ауховцев[54].
4. М. М. Вачагаев два раза указал тайп Амхой: Iмхой (бӏаьстий) и Амхой (Iмхой) (занимавший юго-западный район Чечни на границе …)[54], вероятно, это ошибка/опечатка автора.
5. С. А. Натаев в своём списке тайпов подаёт вперемешку и названия обществ и названия их подразделений; многие из них содержат опечатки автора или авторов у которых бралась исследователем информация. Например, вслед за М. М. Вачагаевым, С. А. Натаев повторил ошибку с тайпом Амхой, упомянув его в своём списке два раза: Амхой/Iмхой (юго-западный район Чечни) и Амхой/Iмхой (Бӏаьстий)[68].

### Орфография этнонимов малхистинских обществ и названия форм их организации
| Русскоязычная орфография                                               | Чеченоязычная орфография                                          | Форма самоорганизации общества                                                       | Исследователи |
| — Амхой Амхой                                                          | Іамхой, Іамахой Іамахой Iамхой                                    | коренной чеченский тайп подразделение тайпа Малхий тайп два тайпа                    | Мамакаев М. А., 1973 Головлёв А. А., 2007 Вачагаев М. М., 2013 Натаев С. А., 2013                                         |
| — бастий —                                                             | Бӏаьстий бӏаьстий бӏаьстий — бӏаьстий Бӏаьстий, Баьстой, Бӏаьстой | тайп подразделение тайпа Малхий фамилия общества Малхий тайп                         | Мамакаев М. А., 1973 Сигаури И. М., 2005 Головлёв А. А., 2007 Ахмадов Я. З., 2009 Вачагаев М. М., 2013 Натаев С. А., 2013 |
| — банастхой — Бенастхой                                                | Бӏенастхой бIаьнастхой бӏенастхой — Бӏеннастхой Бӏенастхой        | тайп подразделение тайпа Малхий фамилия общества Малхий тайп                         | Мамакаев М. А., 1973 Сигаури И. М., 2005 Головлёв А. А., 2007 Ахмадов Я. З., 2009 Вачагаев М. М., 2013 Натаев С. А., 2013 |
| — жархой — Джархой, Жархой                                             | жӏархой — Джӏархой Джӏархой, Жӏархой                              | тайп фамилия общества Малхий тайп два тайпа                                          | Сигаури И. М., 2005 Ахмадов Я. З., 2009 Вачагаев М. М., 2013 Натаев С. А., 2013                                           |
| Италчхой икалчхой Италчхой, Икалчхой Италчхой, Италчой                 | —                                                                 | коренной чеченский тайп подразделение тайпа Малхий тайп                              | Мамакаев М. А., 1973 Головлёв А. А., 2007 Вачагаев М. М., 2013 Натаев С. А., 2013                                         |
| Камалхой камалхой Камалхой Комалхой                                    | — Кӏомалхой                                                       | коренной чеченский тайп тайп подразделение тайпа Малхий фамилия общества Малхий тайп | Мамакаев М. А., 1973 Сигаури И. М., 2005 Головлёв А. А., 2007 Ахмадов Я. З., 2009 Вачагаев М. М., 2013 Натаев С. А., 2013 |
| — кеганхой Кеганхой                                                    | Кӏеганхой кӏеганхой — Кӏеганхой                                   | коренной чеченский тайп тайп подразделение тайпа Малхий фамилия общества Малхий тайп | Мамакаев М. А., 1973 Сигаури И. М., 2005 Головлёв А. А., 2007 Ахмадов Я. З., 2009 Вачагаев М. М., 2013 Натаев С. А., 2013 |
| Кхоратхой кхоратхой Кхоратхой Кортахой, Кхоратхой                      | —                                                                 | тайп подразделение тайпа Малхий фамилия общества Малхий тайп                         | Мамакаев М. А., 1973 Сигаури И. М., 2005 Головлёв А. А., 2007 Ахмадов Я. З., 2009 Вачагаев М. М., 2013 Натаев С. А., 2013 |
| Меший меши меший меши Меший Меший                                      | —                                                                 | тайп подразделение тайпа Малхий фамилия общества Малхий тайп                         | Мамакаев М. А., 1973 Сигаури И. М., 2005 Головлёв А. А., 2007 Ахмадов Я. З., 2009 Вачагаев М. М., 2013 Натаев С. А., 2013 |
| Саканхой Саканхой саханхой Саканхой Саканхой                           | —                                                                 | тайп фамилия общества Малхий тайп                                                    | Мамакаев М. А., 1973 Дауев С., 1999 Сигаури И. М., 2005 Ахмадов Я. З., 2009 Вачагаев М. М., 2013 Натаев С. А., 2013       |
| Тератхой, Тертахой тертхой тертахой тертхой Тератхой Тератхой, Тертхой | —                                                                 | коренной чеченский тайп тайп подразделение тайпа Малхий фамилия общества Малхий тайп | Мамакаев М. А., 1973 Сигаури И. М., 2005 Головлёв А. А., 2007 Ахмадов Я. З., 2009 Вачагаев М. М., 2013 Натаев С. А., 2013 |
| — Чархой                                                               | Чӏархой —                                                         | коренной чеченский тайп тайп                                                         | Мамакаев М. А., 1973 Вачагаев М. М., 2013 Натаев С. А., 2013                                                              |
| Эрхой Эрахой                                                           | —                                                                 | коренной чеченский тайп тайп                                                         | Мамакаев М. А., 1973 Вачагаев М. М., 2013 Натаев С. А., 2013                                                              |
| Юеганхой Юганхой                                                       | —                                                                 | тайп                                                                                 | Вачагаев М. М., 2013 Натаев С. А., 2013                                                                                   |

### Орфография топонимов связанных с названиями малхистинских обществ
| Русскоязычная орфография                  | Чеченоязычная орфография  | Значения                                                                                    | Упоминание ойконима в исследованиях                                                                         | Упоминание ойконима в исследованиях | Упоминание ойконима в исследованиях              |
| Ойконимы (родовые НП, все покинуты †)     |                           |                                                                                             | |                                     |                                                  |
| Ами е Амие                                | — Iамие —                 | — «Озеру к» —                                                                               | Ильясов Л. М. Сулейманов А. С. Ахмадов Я. З.                                                                | 2004 1976 2009                      | [ 87 ] [ 88 ] [ 21 ]                             |
| Банах                                     | —                         | —                                                                                           | Ильясов Л. М.                                                                                               | 2004                                | [ 89 ]                                           |
| Баста Бостаны Бяста Бясте                 | — Бӏаьста —               | — 1) от травы бӏаьсташ, 2) «весна, весны» —                                                 | Ахмадов Я. З. Сулейманов А. С. документ ЦГИА ГССР Ильясов Л. М.                                             | 2009 1976 1839 2004                 | [ 21 ] [ 88 ] [ 90 ] [ 87 ]                      |
| Басти Хьевхи Бястие хевхие                | — Бӏаьстие хевьхьие       | — 1) от травы бӏаьсташ и «Северный склон»                                                   | Ахмадов Я. З. Сулейманов А. С.                                                                              | 2009 1976                           | [ 21 ] [ 88 ]                                    |
| Бенист Банисты Бениста Бенйста Бонисты    | — Бӏениста —              | — «Гнездо (рядом) краю, границе к» —                                                        | Ильясов Л. М. Ошаев Х. Д. Сулейманов А. С. Ахмадов Я. З. документ ЦГИА ГССР                                 | 2004 1930 1976 2009 1839            | [ 89 ] [ 91 ] [ 92 ] [ 21 ] [ 90 ]               |
| Бозияхи                                   |                           |                                                                                             | |                                     |                                                  |
| Джареги Джарего Джарие Жаре Жарие Жарие   | — Жӏаре — Жӏарие          | — «Кресту к» «Крестовое» (связано с христ.) — «Кресту к» «К кресту» (к Крестовому перевалу) | документ ЦГИА ГССР Сулейманов А. С. Ильясов Л. М. Ахмадов Я. З. Сулейманов А. С. Натаев С. А., 2013         | 1839 1976 2004 2009 1976 2013       | [ 90 ] [ 93 ] [ 94 ] [ 21 ] [ 93 ] [ 95 ]        |
| Доза                                      | —                         | —                                                                                           | Ильясов Л. М.                                                                                               | 2004                                | [ 96 ]                                           |
| Икалчу Икальчу Икельта Икишло (груз.)     | Икалчу —                  | «Охоты месту к» —                                                                           | Сулейманов А. С. Ильясов Л. М. Головлёв А. А. Ахмадов Я. З. Ильясов Л. М. документ ЦГИА ГССР Головлёв А. А. | 1976 2004 2007 2009 2004 1839 2007  | [ 92 ] [ 96 ] [ 66 ] [ 21 ] [ 97 ] [ 90 ] [ 66 ] |
| Кагинахо Кеганиех — Кегине                | — Кӏеганиех Кӏэгине —     | «Угольку к» —                                                                               | Сулейманов А. С. Ильясов Л. М.                                                                              | 1976 2004                           | [ 98 ] [ 98 ] [ 98 ] [ 87 ]                      |
| Камалако Камалхой Комалх Комалха Къомалха | — Куомалха —              | — от «квас, брага» —                                                                        | документ ЦГИА ГССР Ошаев Х. Д. Ильясов Л. М. Сулейманов А. С. Ахмадов Я. З.                                 | 1839 1930 2004 1976 2009            | [ 90 ] [ 91 ] [ 89 ] [ 88 ] [ 21 ]               |
| Коратах Коротах Коротох Кхуоруоттах       | — Кхуоруоттах             | — не ясно                                                                                   | Ильясов Л. М. Ахмадов Я. З. Ильясов Л. М. Ошаев Х. Д. Сулейманов А. С.                                      | 2004 2009 2004 1930 1976            | [ 25 ] [ 21 ] [ 99 ] [ 91 ] [ 92 ]               |
| Меши Мешиех Мизо                          | — Мешиех —                | — возм. от «молочные продукты» —                                                            | Ильясов Л. М. Сулейманов А. С. Ильясов Л. М. Ахмадов Я. З. документ ЦГИА ГССР                               | 2004 1976 2004 2009 1839            | [ 100 ] [ 92 ] [ 101 ] [ 21 ] [ 90 ]             |
| Олакано                                   | —                         | —                                                                                           | документ ЦГИА ГССР                                                                                          | 1839                                | [ 90 ]                                           |
| Сахана Сахано Сохано                      | Сахана —                  | не ясно, ср. Сахано в Грузии —                                                              | Сулейманов А. С. Ильясов Л. М. Ахмадов Я. З. Ильясов Л. М. документ ЦГИА ГССР                               | 1976 2004 2009 2004 1839            | [ 102 ] [ 103 ] [ 21 ] [ 104 ] [ 90 ]            |
| Терте Тертего Терти Тертие Терттие        | — Терттие                 | — не ясно, ср. Тертего в Грузии                                                             | Ахмадов Я. З. документ ЦГИА ГССР Кушева Е. Н. и др. Ильясов Л. М. Сулейманов А. С.                          | 2009 1839 1997 2004 1976            | [ 21 ] [ 90 ] [ 105 ] [ 106 ] [ 92 ]             |
| Харпато                                   | —                         | —                                                                                           | документ ЦГИА ГССР                                                                                          | 1839                                | [ 90 ]                                           |
| Цай-пхеда Цайн-Пхеда Цой-педе             | —                         | —                                                                                           | Ильясов Л. М.                                                                                               | 2004                                | [ 107 ] [ 108 ] [ 109 ]                          |
| Оронимы                                   |                           |                                                                                             | |                                     |                                                  |
| Амие-лам                                  | Іамие-лам                 | «Озера-гора»                                                                                | Сулейманов А. С., 1976                                                                                      |                                     |                                                  |
| Бастал корта                              | Бӏастал корта             | «Лопухов г. вершина»                                                                        | Сулейманов А. С., 1976                                                                                      |                                     |                                                  |
| Бястин лам                                | Бӏаьста лам, Бӏаьстин-лам | от травы бӏаьсташ                                                                           | Сулейманов А. С., 1976                                                                                      |                                     |                                                  |
| Гидронимы                                 |                           |                                                                                             | |                                     |                                                  |
| —                                         | Бӏаьста-хи, Бӏаьстие-хи   | —                                                                                           | Сулейманов А. С., 1976                                                                                      |                                     |                                                  |
| Меши-хи                                   | Меши-хи                   | «Молочная река»                                                                             | Сулейманов А. С., 1976                                                                                      |                                     |                                                  |

## Нохчмахкахой
Территория исторического расселения тукхума Нохчмахкахой (чечен. Нохчмахкахой) соответствуют современным Шалинскому, Курчалоевскому, Ножай-Юртовскому и Веденскому районам Чечни.

### Состав общества нохчмахкахойцев (основной)
| Авторы и работы описывающие Нохчи-мохк и затрагивающие тему состава общества нохчмахкахойцев: |      | |
| П — Попов И. М. (кол-во 17)                                                                   | 1870 | «Ичкерия. Историко-топографический очерк»                                                                            |
| Г — Головинский П. А. (кол-во 8)                                                              | 1878 | «Заметки о Чечне и Чеченцах»                                                                                         |
| C — Семёнов Н. С.                                                                             | 1882 | «Сказки и легенды чеченцев»                                                                                          |
| М — Мамакаев М. А. (кол-во 12)                                                                | 1962 | «Чеченский тайп (род) и процесс его разложения» (2-е издание работы 1934 года, 1-е издание опубликовано в 1936 году) |
| М — он же (кол-во 20)                                                                         | 1973 | «Чеченский тайп (род) в период его разложения» (пересмотренное переиздание работы 1962 года)                         |
| В — Волкова Н. Г. (кол-во 10 и др.)                                                           | 1973 | «Этнонимы и племенные названия Северного Кавказа»                                                                    |
| Д — Дауев С.                                                                                  | 1999 | «Коварные таинства истории»                                                                                          |
| Си — Сигаури И. М.                                                                            | 2005 | «Очерки истории и государственного устройства чеченцев с древнейших времён», Т. 5                                    |
| Го — Головлёв А. А. (кол-во 25)                                                               | 2007 | «Очерки о Чечне (природа, население, новейшая история)»                                                              |
| А — Ахмадов Я. З.                                                                             | 2009 | «Очерк исторической географии и этнополитического развития Чечни в XVI—XVIII веках»                                  |
| Ва — Вачагаев М. М.                                                                           | 2013 | информация на сайте «rodstvo.ru», его данные по обществу Малхий приведены в 2-х работах С. А. Натаева                |
| Н — Натаев С. А.                                                                              | 2013 | «Чеченские тайпы. Проблемы изучения природы, структуры и исторической динамики социальных институтов чеченцев»       |
| Н — он же                                                                                     | 2013 | «Об общественном институте „тукхам“ у чеченцев»                                                                      |
| Прочие работы, описывающие Нохчи-мохк:                                                        |      | |
| Cу — Сулейманов А. С.                                                                         | 1976 | «Топонимия Чечено-Ингушетии», Ч. I                                                                                   |

| Общества и родовые ветви (тайпы, гары, некъе) | Общества и родовые ветви (тайпы, гары, некъе) | Происхождение (родовой НП и гора) XVI, XVII и XVIII века | Происхождение (родовой НП и гора) XVI, XVII и XVIII века | Этногенез и фамилии (ца) XIX, XX и XXI века |
| Айткхалой                                     | ПМГо                                          | † Айт-Кхалла                                             |                                                          | → чеченцы                                   |
| Аллерой                                       | ПМВГо                                         | Аллерой                                                  |                                                          | → чеченцы                                   |
| Белгатой                                      | ПМВГо                                         | Белгатой                                                 |                                                          | → чеченцы                                   |
| Беной                                         | ГМВГо                                         | Беной Беной-лам                                          | Го                                                       | → чеченцы                                   |
| Билтой                                        | МВГо                                          | Бильты                                                   |                                                          | → чеченцы                                   |
| Гезлой                                        | МВГо                                          | Гезинчу                                                  |                                                          | → чеченцы                                   |
| Гендарганой                                   | МГо                                           | Нашха,                                                   |                                                          | → чеченцы                                   |
| Гилной                                        | Го                                            | Гиляны                                                   |                                                          | → чеченцы                                   |
| Гордалой                                      | ПГМВГо                                        | Гордали                                                  |                                                          | → чеченцы                                   |
| Гуной                                         | ПГМВГо                                        | Гуни Эртен-корт                                          |                                                          | → чеченцы                                   |
| Дишний                                        | ПГГо                                          | Дишни-мохк                                               |                                                          | → чеченцы                                   |
| Зандакой                                      | МВГо                                          | Зандак                                                   |                                                          | → чеченцы                                   |
| Ихирхой                                       | М                                             |                                                          |                                                          | → чеченцы                                   |
| Ишхой                                         | М                                             | Ишхой-Юрт, Ишхой-котар Ишхой-лам                         |                                                          | → чеченцы                                   |
| Курчалой                                      | ПМВГо                                         | Курчали Куршлой-лам                                      |                                                          | → чеченцы                                   |
| Сесанхой                                      | МГо                                           | Саясан                                                   |                                                          | → чеченцы                                   |
| Харачой                                       | ПГМГо                                         | Харачой                                                  |                                                          | → чеченцы                                   |
| Цонторой                                      | ПГМВГо                                        | Центарой                                                 |                                                          | → чеченцы → аккинцы-ауховцы → чеченцы       |
| Чартой                                        | М                                             | † Чартой-юрт                                             |                                                          | → чеченцы                                   |
| Чермой                                        | ПМГо                                          | † Чермой Чермой-лам                                      |                                                          | → чеченцы                                   |
| Ширдий                                        | ПМГо                                          | Шерды-мохк                                               |                                                          | → чеченцы                                   |
| Шуоной                                        | ПМГо                                          | Шуани                                                    |                                                          | → чеченцы                                   |
| Эгашбатой                                     | ПГМГо                                         | Агишбатой                                                |                                                          | → чеченцы                                   |
| Элистанжхой                                   | ПГГо                                          |                                                          |                                                          | → чеченцы                                   |
| Энакалой                                      | ПМГо                                          | Эникали                                                  |                                                          | → чеченцы                                   |
| Энгеной                                       | МГо                                           | Энгеной Энганойн-лам                                     |                                                          | → чеченцы                                   |
| Эрсеной                                       | ПМВГо                                         | Эрсеной Эрсеной-корт                                     |                                                          | → чеченцы                                   |
| Ялхой                                         | ПМГо                                          | Ялхой-мохк                                               |                                                          | → чеченцы                                   |

Комментарии, неточности и ошибки:
1. И. М. Попов приводит всего 18 тайпов, из которых 17, согласно другим источникам, нохчмахкхойские[117].
2. М. А. Мамакаев приводит отличающиеся списки тайпов нохчмахкхойцев в работе 1962 года (кол-во 12) и дополненном переиздании 1973 года (кол-во 20); в новом списке отсутствует указанный ранее тайп — эрсеной и прибавились 9 тайпов — аллерой, ихирхой, ишхой, сесанхой, чартой, шуоной, энакалой, энгеной и ялхой. Также в работе 1973 года появляется список «коренных» чеченских тайпов, где упоминаются айткхалой, харачой и ширдий, без информации об их принадлежности к обществу нохчмахкхойцев. Таким образом общее количество тайпов нохчмахкхойцев, приведённых М. А. Мамакаевым — 21 + 3[118][119].
3. А. А. Головлёв в своём списке нохчмахкхойских тайпов указывает тезакхаллой, фактически являющийся ответвлением цонтарой[120].

### Состав общества нохчмахкахойцев (второй и третий уровень родства)
| Общества и родовые ветви (тайпы, гары, некъе) | Общества и родовые ветви (тайпы, гары, некъе) | Общества и родовые ветви (тайпы, гары, некъе) | Происхождение (родовой НП и гора) XVI, XVII и XVIII века | Происхождение (родовой НП и гора) XVI, XVII и XVIII века | Этногенез и фамилии (ца) XIX, XX и XXI века |
| Аьккхийн-некъе, Жанин-некъе, Имханан-некъе, СугӀин-некъе, СултӀанан-некъе, Товсолтан-некъе, ЦӀордойн-некъе, Чалин-некъе, Чебарлойн-некъе, Ӏавдалан-некъе |                                               | → Тези-некъе                                  |                                                          |                                                          | → чеченцы                                   |
| Алмакхой-гар, Батайн-некъе, Байсалан-некъе, Гасканан-некъе, Гӏоли-некъе, Дади-некъе, Кажин-некъе, Кӏайчхой-гар, Обурган-некъе, Сувби-некъе, Хазбиган-некъе, Цӏукин-некъе, Шахболтан-некъе, Іэли-некъе |                                               | → Курчалой                                    |                                                          |                                                          | → чеченцы                                   |
| Альбиг-некъе |                                               | → Центорой                                    | Албиг-эвла                                               |                                                          | → чеченцы                                   |
| Аьрзин-некъе, Бе-некъе, Гӏадалан-некъе, Гӏовтакъин-некъе, ГӀурмин-некъе, Даки-некъе, ЗагӀш-некъе, КӀорнийн-некъе, КӀохцала-некъе, Лен-некъе, Ментиган-некъе |                                               | → Зандакой                                    |                                                          |                                                          | → чеченцы                                   |
| Ати, Гурж-махкхой, Дёвши, Жоби, Очи, Уонжби, Чопал, Эди, Іасти |                                               | → Беной                                       |                                                          |                                                          | → чеченцы                                   |
| Байди некъи, Буци-некъе, Бярча-эвлахой (Аькхди-некъе, Бури-некъе, Онти-некъе, Хьади-некъе), Корни-некъе, Оки-некъе, Эциг-Некъе |                                               | → Иэжа-эвла                                   |                                                          |                                                          | → чеченцы                                   |
| Басхой (?), БохӀин-некъе, Бугин-некъе, БучӀин-некъе, Гуьржин-некъе, ГӀудин-некъе, Дасай-некъе, Джабай, Доьвлин-некъе, Ирбаьхьин-некъе, Маммин-некъе, Мисин-некъе, Мочин-некъе, МаӀсин-некъе, Оккхин-некъе, Песин-некъе, Саьлмирзин-некъе, Хакин-некъе, ХӀуцин-некъе, Шемин-некъе, Этин-некъе, Ӏаьжгин-некъе |                                               | → Гордалой                                    |                                                          |                                                          | → чеченцы                                   |
| Бедарг-некъе, Гӏурнин-некъе, Куша-Бухой, Овн-некъе, Сеге-Бухой, Тими-некъе, Ута-Бухой, Чӏакъин-некъе, Іалханан-некъе |                                               | → Аллерой                                     |                                                          |                                                          | → чеченцы                                   |
| Берси-некъе, Сингалхой-некъе, Іаппаз-некъе |                                               | → Гендарганой                                 |                                                          |                                                          | → чеченцы                                   |
| Бийтарой |                                               | → Ялхой                                       | Дюран-лам                                                |                                                          | → чеченцы                                   |
| Битар-некъе, Гардайн-некъе, Идарза-некъе, Эмирхан-некъе |                                               | → Альбиг-некъе                                |                                                          |                                                          | → чеченцы                                   |
| Борзаган-некъе, Гойлин-некъе, Жунгуттойн-некъе, Зауран-некъе, Ибайн-некъе, Идарз-некъе, Илесан-некъе, Карлойн-некъе, Картойн-некъе, Майлийн-некъе, Мачин-некъе, Мицалган-некъе, Оги-некъе, Окаш-некъе, Тодакх-некъе, Чалайн-некъе, Элийн-некъе                                                              |                                               | → Эрсеной                                     |                                                          |                                                          | → чеченцы                                   |
| Даттахой |                                               | → Энгеной                                     | Даттах                                                   |                                                          | → чеченцы                                   |
| Иэжи-некъе |                                               | → Центорой                                    | Иэжа-эвла                                                |                                                          | → чеченцы                                   |
| Тези-некъе | Г                                             | → Центорой                                    | Тазен-Кала                                               |                                                          | → чеченцы                                   |
| ТӀултӀи-некъе |                                               | → Центорой                                    |                                                          |                                                          | → аккинцы-ауховцы → чеченцы                 |
| Чеччалхой |                                               | → Энгеной                                     | Чечель-хи                                                |                                                          | → чеченцы                                   |

### Орфография этнонимов нохчмахкахойских обществ и названия форм их организации
| Русскоязычная орфография                   | Чеченоязычная орфография | Форма самоорганизации общества                            | Исследователи |
| эйты-калой Айткхалой айткхаллой            | —                        | «тайпаныш» коренной чеченский тайп тайп                   | Попов И. М., 1870 Мамакаев М. А., 1973 Головлёв А. А., 2007                                                                  |
| аллерой Кушбухой Аллерой алларой           | — Iалирой —              | «тайпаныш» коренной чеченский тайп тейп тайп              | Попов И. М., 1870 Мамакаев М. А., 1973 Волкова Н. Г., 1973 Головлёв А. А., 2007                                              |
| белгатой — Белгатой белгатой               | — Белгӏатой —            | «тайпаныш» коренной чеченский тайп тейп тайп              | Попов И. М., 1870 Мамакаев М. А., 1962, 1973 Волкова Н. Г., 1973 Головлёв А. А., 2007                                        |
| беной Беной беной                          | —                        | фамилия коренной чеченский тайп тейп тайп                 | Головинский П. И., 1878 Мамакаев М. А., 1962, 1973 Волкова Н. Г., 1973 Головлёв А. А., 2007                                  |
| Билтой билтой                              | —                        | коренной чеченский тайп тейп тайп                         | Мамакаев М. А., 1962, 1973 Волкова Н. Г., 1973 Головлёв А. А., 2007                                                          |
| Гезлой                                     | —                        | коренной чеченский тайп тайп                              | Мамакаев М. А., 1962, 1973 Головлёв А. А., 2007                                                                              |
| Гендаргеной гендаргеной                    | —                        | коренной чеченский тайп тайп                              | Мамакаев М. А., 1962, 1973 Головлёв А. А., 2007                                                                              |
| гилной                                     | —                        | тайп                                                      | Головлёв А. А., 2007 |
| гордалой гордолой — Гордалой гордалой      | — Гӏордалой —            | «тайпаныш» фамилия коренной чеченский тайп тейп тайп      | Попов И. М., 1870 Головинский П. И., 1878 Мамакаев М. А., 1962, 1973 Волкова Н. Г., 1973 Головлёв А. А., 2007                |
| гуной Гуной гуной                          | —                        | «тайпаныш» фамилия тайп тейп тайп                         | Попов И. М., 1870 Головинский П. И., 1878 Мамакаев М. А., 1962, 1973 Волкова Н. Г., 1973 Головлёв А. А., 2007                |
| Даттахой                                   | —                        | коренной чеченский тайп                                   | Мамакаев М. А., 1973 |
| дишни дишини дишний                        | —                        | «тайпаныш» фамилия тайп                                   | Попов И. М., 1870 Головинский П. И., 1878 Головлёв А. А., 2007                                                               |
| — Зандак —                                 | Зандакъой — зандакъой    | коренной чеченский тайп тейп тайп                         | Мамакаев М. А., 1962, 1973 Волкова Н. Г., 1973 Головлёв А. А., 2007                                                          |
| —                                          | Ихӏирхой                 | коренной чеченский тайп                                   | Мамакаев М. А., 1973 |
| Ишхой                                      | —                        | коренной чеченский тайп                                   | Мамакаев М. А., 1973 |
| курчалой Куршлой Куршалой Курчалой куршлой | —                        | «тайпаныш» тайп коренной чеченский тайп тейп тайп         | Попов И. М., 1870 Мамакаев М. А., 1962 Мамакаев М. А., 1973 Волкова Н. Г., 1973 Головлёв А. А., 2007                         |
| Сесанхой Сесаной                           | —                        | коренной чеченский тайп тайп                              | Мамакаев М. А., 1973 Головлёв А. А., 2007                                                                                    |
| тезакхаллой                                | —                        | тайп                                                      | Головлёв А. А., 2007 |
| харачой хорочой Харачой хорочой            | —                        | «тайпаныш» фамилия коренной чеченский тайп тайп           | Попов И. М., 1870 Головинский П. И., 1878 Мамакаев М. А., 1973 Головлёв А. А., 2007                                          |
| цонтарой цуэнтер — Цонтарой цонтарой       | — Цӏонтарой ЦIентарой —  | «тайпаныш» фамилия тайп коренной чеченский тайп тейп тайп | Попов И. М., 1870 Головинский П. И., 1878 Мамакаев М. А., 1962 Мамакаев М. А., 1973 Волкова Н. Г., 1973 Головлёв А. А., 2007 |
| Чартой                                     | —                        | коренной чеченский тайп                                   | Мамакаев М. А., 1973 |
| чермой Чермой чермой                       | —                        | «тайпаныш» коренной чеченский тайп тайп                   | Попов И. М., 1870 Мамакаев М. А., 1962, 1973 Головлёв А. А., 2007                                                            |
| ширды Ширдой ширдий                        | —                        | «тайпаныш» коренной чеченский тайп тайп                   | Попов И. М., 1870 Мамакаев М. А., 1973 Головлёв А. А., 2007                                                                  |
| шуаной Шуоной шуоной                       | —                        | «тайпаныш» коренной чеченский тайп тайп                   | Попов И. М., 1870 Мамакаев М. А., 1973 Головлёв А. А., 2007                                                                  |
| эхишбатой ахшипатой — агишбатой            | — Эгӏашбатой —           | «тайпаныш» фамилия коренной чеченский тайп тайп           | Попов И. М., 1870 Головинский П. И., 1878 Мамакаев М. А., 1962, 1973 Головлёв А. А., 2007                                    |
| элистанджхой эльджерой элстанжхой          | —                        | «тайпаныш» фамилия тайп                                   | Попов И. М., 1870 Головинский П. И., 1878 Головлёв А. А., 2007                                                               |
| энокалой Энакхаллой энакхаллой             | —                        | «тайпаныш» коренной чеченский тайп тайп                   | Попов И. М., 1870 Мамакаев М. А., 1973 Головлёв А. А., 2007                                                                  |
| Энганой энганой                            | —                        | коренной чеченский тайп тайп                              | Мамакаев М. А., 1973 Головлёв А. А., 2007                                                                                    |
| эрсеной Эрсаной Эрсаной эрсеной            | —                        | «тайпаныш» коренной чеченский тайп тейп тайп              | Попов И. М., 1870 Мамакаев М. А., 1962, 1973 Волкова Н. Г., 1973 Головлёв А. А., 2007                                        |
| ялхой Ялхой ялхой                          | —                        | «тайпаныш» коренной чеченский тайп тайп                   | Попов И. М., 1870 Мамакаев М. А., 1973 Головлёв А. А., 2007                                                                  |

## Орстхой
Названия тукхума — Орстхой, Эрштхой, Арштхой (чечен. Аьрштхой). В русском языке его представители именуются ортсхойцы/ортсхоевцы или карабулаки. Данная этногруппа участвовала в этногенезе не только чеченцев, но и ингушей:44. Деление на тайпы (возможно, некоторые правильнее отнести к гарам или некъи):
| Название                  | Название                                                                            | Родовые центры               |
| Белхарой / Булгуч(х)ой    | Белхарой/Булгуч, Фярг, К1ориг некъи                                                 | Белхара, Эги-Чож             |
| ВиелхойС                  | Виелхой                                                                             | Виелах                       |
| Галай                     | Галай                                                                               | Галанчож                     |
| ГандалойМ                 | Гӏандалой                                                                           | Гандалбос                    |
| Мержой/МерзкойМС Мереджой | Мержой/Дак, Дальг, Чоркъа(предок Гулой и Хайхарой), Хантыг, Тоаркхо, Кузьг, Арснакъ | Мереджи                      |
| Гулой (Мержой)            | ГӀулой                                                                              | Гул, Мереджи(Чоркъа-Бух)     |
| МужахойСМ                 | Мужахой                                                                             | Мужган                       |
| ХайхаройС (Мержой)        | Хьаьвхьарой                                                                         | Хьайхар, Мереджи(Чоркъа-Бух) |
| ЦечойМС                   | Цӏечой/Г1арч, Анаст, Хьумайд, Буока, Г1ард, Эк1аж, Горчхан                          | Цечу ахкие                   |
| Ялхорой                   | Йалхорой                                                                            | Ялхорой, Басары Ялхора       |

## Терлой
Тукхум Терлой (чечен. Тӏерлой) исторически был расселён в бассейне левых притоков реки Аргун (чечен. Орга), рек Никархойн-эрк, Бархайн-эрк.
| Список гаров тукхума |               |                  |
| Название             | Название      | Родовые центры   |
| Оьтти                | Оьтти         | Уьйтт            |
| Гемерой              | Гимрой        | Гимарой          |
| Басхой               | Бассахой      | Басхой           |
| Кенахой              | Кхенахой      | Кенахой          |
| Никарой              | Никарой       | Никарой          |
| Ошний                | Оьшний        | Ошна             |
| Сенахой              | Саьнахой      | Сенахой          |
| Шундий               | Шундий        | Шунди            |
| Элдаперой            | Аьлдапхьархой | Эльдапхарой      |
| Мештерой             | Мештарой      | Мештарой (вымер) |
| Горой                | Гуорой        | Гуорой           |
| Геший                | Гӏеший        | Геши             |
| Тухой                | Тоьхой        | Тухой            |
| Идахой               | Идахой        | Идахой           |
| Арстахой             | Арстахой      | Арстахой         |
| Желашкхой            | Желашкхой     | Джелашкхой       |
| Бархой               | Бархой        | Барай            |
| Бушной               | Боьшний       | Бошни            |
| Боьртхой             | Боьртхой      | Бурты            |
| Тонгахой             | Тонгахой      | Тонгаха          |
| Моцарой              | Моцарой       | Моцарой          |
| Дяхчарой             | Дяхчарой      | Дяхчара          |
| Гизхой               | Гизхой        | Гиезаха          |

## Чантий
Тукхум Чантий (чечен. Чӏаьнтий) исторически расселён в бассейне реки Чантий-эрк, территория соответствуют современному Итум-Калинскому району Чечни.
| Список тайпов тукхума |             |                                                 |
| Название              | Название    | Родовые центры                                  |
| Чантий                | Чӏаьнтий    | Тазбичи, Итум-Кале, Кокадой, Исхой, Херахо, \|- |
| Дёрахой               | Доьрахой    | Дёре                                            |
| Хачарой               | Хьачарой    | Хачарой                                         |
| Хилдехарой            | Хилдехьарой | Хилдехарой                                      |

## Чеберлой
Территория исторического расселения тукхума Чеберлой (чечен. Чӏебарлой) соответствуют современным Веденскому и Шатойскому районам Чечни.
| Список тайпов тукхума |               |                |
| Название              | Название      | Родовые центры |
| Ачалой                | Ачалой        | Ачалой         |
| Басхой                | «Басхой»      | Басхой         |
| Бегачерой             | Богачарой     | Богачарой      |
| Боссой                | Буосой        | Босой          |
| Бунхой                | Буной, Бооной | Буни           |
| Дай                   | Дӏай          | Дай            |
| Желошкхой             | Желошкхой     | Желашхой       |
| Ихорой                | Ихорой        | Ихорой         |
| Кири                  | Кирой         | Кири           |
| Кезеной               | Къоьзуной     | Кезеной        |
| Кулинахой             | Куланхой      | Кулинахой      |
| Макажой               | Макӏажой      | Макажой        |
| Нижалой               | Нижалой       | Нижелой        |
| Нохч-Киелой           | Нохч-Кӏиелой  | Нохчкилой      |
| Арсой                 | Орсой         | Арсой          |
| Ригахой               | Ригахой       | Ригахой        |
| Садой                 | Садой         | Садой          |
| Тундукой              | Тундукъой     | Тундукой       |
| Харкарой              | Хьаркъарой    | Харкарой       |
| Хиндой                | Хӏиндой       | Хиндой         |
| Хой                   | Хой           | Хой            |
| Цикарой               | Ц1икарой      | Цикарой        |
| Чубахкинарой          | Чубаьхкинарой | Чубах-Кенерой  |

## Шарой
Тукхум Шарой (чечен. Шарой) исторически расселён в верховьях реки Шароаргун.
| Список тайпов тукхума |          |                                                    |          |           |                         |          |          |                        |       |        |                   |          |          |                                                |        |        |      |
| Название              | Название | Родовые центры                                     |          |           |                         |          |          |                        |       |        |                   |          |          |                                                |        |        |      |
| Шарой                 | Шарой    | Шарой, Джагалдей, Джангулдой давыденко. ново-шарой |          |           |                         |          |          |                        |       |        |                   |          |          |                                                |        |        |      |
| Шикарой               | Шикъарой | Шикарой, Икарой, Говолдой, Дукархой, Чехилдой, \|- | Хакмадой | Хьакмадой | Хакмадой, Хашелдой, \|- | Хуландой | Хуландой | Хуландой, Серчихи, \|- | Химой | Хӏимой | Химой, Босой, \|- | Сандухой | Сандухой | Сандухой, Качехой, Кебосой, Мозухи, Даней, \|- | Буттий | Буттий | Бути |
| Кесалой               | Кӏесалой | Кесалой                                            |          |           |                         |          |          |                        |       |        |                   |          |          |                                                |        |        |      |
| Чейрой                | Чайрой   | Чайры                                              |          |           |                         |          |          |                        |       |        |                   |          |          |                                                |        |        |      |
| Цесий                 | Ц1есий   | Цеси                                               |          |           |                         |          |          |                        |       |        |                   |          |          |                                                |        |        |      |

## Шуотой
Тукхум Шуотой (чечен. Шуотой) историческая территория расселения тукхума соответствуют современному Шатойскому району Чечни.
По мнению А. Сулейманова, в общество Шуотой входят тайпы: Хьаккой, ГIаьттий, Вашандарой, Нихалой, Пхьаьмтой, Хьалгӏой, Маьршалой, Саьттой, Саной, Тумсой, Варандой, Келой. В этом варианте нужно исключить этноним Борзхой, так как неизвестен такой чеченский тайп, а борзхой это название жителей аула Борзе (Борзой), а не тайпа.
| Список тайпов тукхума |                                                                                              |                    |                                                                                 |        |           |
| Название              | Родовые центры                                                                               |                    |                                                                                 |        |           |
| Хаккой                | Хаккой, Шатой                                                                                |                    |                                                                                 |        |           |
| Келой                 | Хал-Килой, Буккузие, Саной, Нуй, Ляшкарой, Сярбалой, Келой-Юрт, Шаро-Аргун, Юкерч-Келой, \|- | Пхамтой            | Памятой, Гуш-Керт, Бекум-Кале, Вярды                                            |        |           |
| Гаттой                | Гатен Кале, Дех-Йисте, \|-                                                                   | Вашандарой/Ваштрой | Вашандарой, Горгачи, Халкин, Зоны, Дуба-Юрт, Дачу-Борзой, Улус-Керт, Ярыш-Марды |        |           |
| Мулкой                | Мулкой, Харсеной, \|-                                                                        | Варандой           | Большие Варанды, Малые Варанды, Сюжи, Чишки, Чахкар, Суорот, Дамийн-дукъ        |        |           |
| Мяршой/Мяршалой       | Маршин-Кале, Мусолт-Аул, \|-                                                                 | Тумсой             | Тумсой, Борзой, Редухой, \|-                                                    | Халгий | Хани-Кале |
| Нихлой                | Нихал                                                                                        |                    |                                                                                 |        |           |
| Гучинги, Башинги      | Гучум-Кали, Башин-Кали                                                                       |                    |                                                                                 |        |           |

## Самостоятельные тайпы не входящие в тукхум
| Список тайпов не входящих в тукхумы |             |                                                                    |        |        |       |
| Название                            | Название    | Родовые центры                                                     |        |        |       |
| Баулой                              | БIавлой     | БӀавла                                                             |        |        |       |
| Зумсой                              | Зумсой      | Кешта, Хилдиеха, Кумарт-Кале, Мехт-Кале, Эна-Кале, Мужиар          |        |        |       |
| Кей                                 | Кей         | Кей-Мехк, Верхни-Кей, Нижний-Кей, Ердичу, Курахи, Авлахчу          |        |        |       |
| Майстой                             | Мӏайстой    | Пуга, Цекалой, Тугой, Васар-Кале                                   |        |        |       |
| Нашхой                              | Нашхой      | Моцкарой, Хайбахой,Тистрахой, Чармахой, Хилахой, Гой, Могусты      |        |        |       |
| Туркой                              | Туркхой     | Туркхалл                                                           |        |        |       |
| Чинхой                              | Чlинхой     | Ушкалой, Конжухой, Бугарой, Сайрой                                 |        |        |       |
| Пешхой                              | Пешхой      | Пяшха                                                              |        |        |       |
| Лам-Аккий                           | Лам-Аьккхий | Акка, Хахалги, Зингали, Кереты, Вовга, Иттар-Кале, Орзум-Кале, \|- | Вяппий | Вяппий | Вовга |
| Дишний                              | Дишни       | Дышне-Мохк, Тусхарой, Гучча-Кале, Бечига, Амкале                   |        |        |       |
| Гухой                               | Гухо        | Гухой                                                              |        |        |       |